# Gene letal
Gene letal é quando dois indivíduos geram descendentes que possuem uma combinação alélica homozigótica que se mostre letal em algum momento do desenvolvimento embrionário ou pouco tempo após o nascimento. Quando o alelo letal não se expressa em um fenótipo específico, pode-se concluir seu efeito por dedução quando houver a morte de 25% da prole em algum estágio do desenvolvimento. 